# Élections législatives de 1981 en Lot-et-Garonne
Les élections législatives françaises de 1981 en Lot-et-Garonne se déroulent les 14 et 21 juin 1981.

## Élus
| Circonscription | Député sortant          | Parti | Parti | Député élu ou réélu     | Parti | Parti |
| --------------- | ----------------------- | ----- | ----- | ----------------------- | ----- | ----- |
| 1re             | Christian Laurissergues |       | PS    | Christian Laurissergues |       | PS    |
| 2e              | Hubert Ruffe            |       | PCF   | Gérard Gouzes           |       | PS    |
| 3e              | Marcel Garrouste        |       | PS    | Marcel Garrouste        |       | PS    |

## Positionnement des partis
La majorité sortante UDF-RPR-CNIP se présente sous le sigle « Union pour la nouvelle majorité », le Parti socialiste unifié sous l'étiquette « Alternative 81 ».

## Résultats

### Résultats à l'échelle du département
| Parti          | Parti                              | Premier tour | Premier tour | Second tour | Second tour | Sièges |
| Parti          | Parti                              | Voix         | %            | Voix        | %           | Sièges |
| -------------- | ---------------------------------- | ------------ | ------------ | ----------- | ----------- | ------ |
|                | Parti socialiste                   | 64 812       | 41,59        | 101 452     | 61,47       | 3      |
|                | Parti communiste français          | 29 524       | 18,95        | Retrait     | Retrait     | 0      |
|                | Majorité présidentielle            | 94 336       | 60,54        | 101 452     | 61,47       | 3      |
|                |                                    |              |              |             |             |        |
|                | Union pour la démocratie française | 30 893       | 19,83        | 39 566      | 23,97       | 0      |
|                | Rassemblement pour la République   | 28 921       | 18,56        | 24 017      | 14,55       | 0      |
|                | Union pour la nouvelle majorité    | 59 814       | 38,39        | 63 583      | 38,53       | 0      |
|                |                                    |              |              |             |             |        |
|                | Parti socialiste unifié            | 1 674        | 1,07         |             |             | 0      |
|                |                                    |              |              |             |             |        |
| Inscrits       | Inscrits                           | 215 307      | 100,00       | 215 288     | 100,00      | 3      |
| Abstentions    | Abstentions                        | 56 839       | 26,4         | 46 076      | 21,4        |        |
| Votants        | Votants                            | 158 468      | 73,6         | 169 212     | 78,6        |        |
| Blancs et nuls | Blancs et nuls                     | 2 644        | 1,67         | 4 177       | 2,47        |        |
| Exprimés       | Exprimés                           | 155 824      | 98,33        | 165 035     | 97,53       |        |

### Résultats par circonscription

#### Première circonscription (Agen - Nérac)
| Candidat       | Candidat                              | Parti          | Premier tour | Premier tour | Second tour | Second tour |  |
| Candidat       | Candidat                              | Parti          | Voix         | %            | Voix        | %           |  |
| -------------- | ------------------------------------- | -------------- | ------------ | ------------ | ----------- | ----------- |  |
|                | Christian Laurissergues sortant réélu | PS             | 26 159       | 46,09        | 36 598      | 60,38       |  |
|                | Michel Gonelle                        | RPR (UNM)      | 22 057       | 38,86        | 24 017      | 39,62       |  |
|                | Jean-Claude Delanis                   | PCF            | 8 543        | 15,05        |             |             |  |
|                |                                       |                |              |              |             |             |  |
| Inscrits       | Inscrits                              | Inscrits       | 81 357       | 100,00       | 81 344      | 100,00      |  |
| Abstentions    | Abstentions                           | Abstentions    | 23 508       | 28,89        | 19 314      | 23,74       |  |
| Votants        | Votants                               | Votants        | 57 849       | 71,11        | 62 030      | 76,26       |  |
| Blancs et nuls | Blancs et nuls                        | Blancs et nuls | 1 090        | 1,88         | 1 415       | 2,28        |  |
| Exprimés       | Exprimés                              | Exprimés       | 56 759       | 98,12        | 60 615      | 97,72       |  |

#### Deuxième circonscription (Marmande)
| Candidat       | Candidat             | Parti          | Premier tour | Premier tour | Second tour | Second tour |  |
| Candidat       | Candidat             | Parti          | Voix         | %            | Voix        | %           |  |
| -------------- | -------------------- | -------------- | ------------ | ------------ | ----------- | ----------- |  |
|                | Gérard Gouzes élu    | PS             | 15 369       | 31,92        | 32 072      | 64,71       |  |
|                | Hubert Ruffe sortant | PCF            | 15 092       | 31,34        | Retrait     | Retrait     |  |
|                | Jean-Pierre Fourcade | UDF (PR)       | 10 826       | 22,48        | 17 493      | 35,29       |  |
|                | Pierre Wind          | RPR            | 6 864        | 14,26        |             |             |  |
|                |                      |                |              |              |             |             |  |
| Inscrits       | Inscrits             | Inscrits       | 63 879       | 100,00       | 63 877      | 100,00      |  |
| Abstentions    | Abstentions          | Abstentions    | 15 042       | 23,55        | 12 612      | 19,74       |  |
| Votants        | Votants              | Votants        | 48 837       | 76,45        | 51 265      | 80,26       |  |
| Blancs et nuls | Blancs et nuls       | Blancs et nuls | 686          | 1,4          | 1 700       | 3,32        |  |
| Exprimés       | Exprimés             | Exprimés       | 48 151       | 98,6         | 49 565      | 96,68       |  |

#### Troisième circonscription (Villeneuve-sur-Lot)
| Candidat       | Candidat                       | Parti          | Premier tour | Premier tour | Second tour | Second tour |  |
| Candidat       | Candidat                       | Parti          | Voix         | %            | Voix        | %           |  |
| -------------- | ------------------------------ | -------------- | ------------ | ------------ | ----------- | ----------- |  |
|                | Marcel Garrouste sortant réélu | PS             | 23 284       | 45,73        | 32 782      | 59,76       |  |
|                | Serge Dubois                   | UDF (AD)       | 20 067       | 39,41        | 22 073      | 40,24       |  |
|                | Gilbert Venaud                 | PCF            | 5 889        | 11,57        |             |             |  |
|                | Claude Leriche                 | PSU            | 1 674        | 3,29         |             |             |  |
|                |                                |                |              |              |             |             |  |
| Inscrits       | Inscrits                       | Inscrits       | 70 071       | 100,00       | 70 067      | 100,00      |  |
| Abstentions    | Abstentions                    | Abstentions    | 18 289       | 26,1         | 14 150      | 20,19       |  |
| Votants        | Votants                        | Votants        | 51 782       | 73,9         | 55 917      | 79,81       |  |
| Blancs et nuls | Blancs et nuls                 | Blancs et nuls | 868          | 1,68         | 1 062       | 1,9         |  |
| Exprimés       | Exprimés                       | Exprimés       | 50 914       | 98,32        | 54 855      | 98,1        |  |